# Burg Kanšperk
Die Burg Kanšperk, auch Kansperk (deutsch Gansberg; auch Kansberg) ist eine wüste Niederungsburg in Südmähren (Tschechien). Sie befand sich in den südlichen Fluren der Gemeinde Suchov in den Weißen Karpaten.

## Geschichte
Die Burg wurde wahrscheinlich im 14. Jahrhundert als Teil der Landesbefestigung errichtet. Sie umfasste ein Areal von 33 × 19 Metern. Erstmals schriftlich erwähnt wurde sie 1360, als die Waisen Milota und Benesch Gans von Gansberg die Burg zusammen mit dem Dorf Korytná, einem Drittel von Horní Němčí und Dolní Němčí sowie einen Anteil von Volenov an Frank und Peter von Kunowitz verkauften. Zu den weiteren Besitzern gehörten ab 1404 Benesch Doupovec von Gansberg, ab 1406 Benesch von Otěšice und ab 1417 Jan Lysek von Brandýs, der Vater von Jan Jiskra von Brandýs. Während der Hussitenkriege erwarb Peter Strážnický von Krawarn die Burg. Er verpfändete die Güter 1439 erneut an Drslav von Náklo und dessen Frau Elisabeth von Roštín. Die Burg wurde wahrscheinlich in der zweiten Hälfte des 15. Jahrhunderts während des böhmisch-ungarischen Krieges zerstört und gilt seit 1486 als wüst. Nachfolgend wurde die Burg abgetragen, erhalten sind lediglich einige Mauerreste.